# Tillyardembiidae
Tillyardembiidae (лат.) — семейство вымерших насекомых из отряда Cnemidolestodea, живших во времена пермского периода (283—268 млн лет назад) на территории современных России, США и Франции.
В 2023 году в Предуралье были обнаружены доказательства существования среди них древнейших насекомых-опылителей, возраст которых составляет около 280 миллионов лет.

## Описание
Мелкие и среднего размера крылатые насекомые. Голова крупная с большими глазами, но без оцеллий. Пронотум сопоставим по размеру с головой или меньше её, квадратный или удлинённый. Тело удлинённое с короткими или среднего размера ногами. Стернальный шов развит на всех трёх грудных сегментах. Тазики широко расставлены. Передние бёдра самцов иногда сильно увеличены. Мезо- и метатибии направлены назад; лапки пятичленные, с аролием и без пульвилл. Передние крылья с костальной лопастью; костальный промежуток в основании RS несколько шире субкостального пространства. Субкоста SC с вздутием в основании, переходящим из вогнутого в выпуклое, заканчивающимся на R. RS начинается в базальной трети крыла, прямая, свободная, обильно разветвлённая, занимает часть переднего края и часть вершины крыла; межжилковое пространство широкое. M с M5, начинает ветвиться в середине крыла, дистальнее основания RS, с полностью развитой задней ветвью. CuA начинает ветвиться дистальнее середины, образуя густой регулярный задний гребень из тонких ветвей вдоль заднего края крыла. CuP простой, переходит из вогнутого в выпуклый, заканчивается на середине крыла. Клавус присутствует; вершина A2 приближается к A1. Яйцеклад крупный, длинный; церки длинные.
В 2023 году были опубликованы результаты исследования ископаемых остатков из местонахождения Чекарда (на левом берегу реки Сылвы в Пермском крае). На теле, лапках или рядом с кишечником у представителей рода тильярдембия (Tillyardembia) обнаружены пыльцевые зерна растений. Это почти вдвое увеличивает время появления энтомофилии и может служить доказательством существования насекомых-опылителей, возраст которых составляет около 280 миллионов лет. Ранее наиболее древние их находки датировались возрастом в 120 млн лет.

## Классификация
В состав таксона включают 7 вымерших родов. Систематическое положение и таксономический состав группы менялись (Embioptera, Notoptera, Cnemidolestodea). Семейство было впервые выделено в 1938 году советским палеоэнтомологом Юрием Михайловичем Залесским (George Zalessky, 1908—1963, Москва) по двум видам рода †Tillyardembia Zalessky, 1937. Название семейства происходит от типового рода Tillyardembia, а оно в свою очередь, состоит из двух слов: фамилии крупного английского палеонтолога и энтомолога Роберта Тилльярда (Robert John Tillyard; 1881—1937) и имени рода Embia. Места обнаружения: Россия (Архангельская область, Кировская область, Пермский край, Удмуртия), США (Канзас) и Франция (Окситания):
- †Heteroptilon Carpenter, 1976[9]
  - †Heteroptilon costale Carpenter, 1976
- †Kamamica Aristov & Rasnitsyn, 2014
  - †Kamamica promota Aristov & Rasnitsyn, 2014
- †Kungurembia Aristov, 2004
  - †Kungurembia brevicervix Aristov, 2004
  - †Kungurembia pallida Aristov, 2004
- †Paralongzhua Prokop et al., 2015[10]
  - †Paralongzhua elongata Prokop et al., 2015
- †Permedax Aristov, 2004[11]
  - †Permedax effertus Aristov, 2004
- †Tillyardembia Zalessky, 1937
  - †Tillyardembia antennaeplana Zalessky, 1937[6]
  - †Tillyardembia biarmica Zalessky, 1937
  - †Tillyardembia ravisedorum Vilesov & Novokshonov, 1993
  - †Tillyardembia zalazna Aristov, 2018
- †Udembia Aristov, 2018[12]
  - †Udembia udmurtica Aristov, 2018